# Paul McCreesh
Paul McCreesh (* 24. Mai 1960 in London) ist ein britischer Dirigent.

## Leben
McCreesh wurde 1960 in London geboren. Zunächst Cellist, beschäftigte er sich bald mit Musikwissenschaft und graduierte als MusB 1981 an der Universität Manchester. 1982 gründete er das Ensemble Gabrieli Consort & Players, das sich bald im Bereich der historischen Aufführungspraxis besonders von Renaissance-Musik einen Namen machte. Daneben ist McCreesh als Dirigent anderer Orchester, darunter das Deutsche Symphonie-Orchester Berlin, Zürcher Kammerorchester, Ensemble Orchestral de Paris, Detroit Symphony, Minnesota Orchestra, Göteborger Symphoniker, Orquesta Sinfónica de Euskadi, Stockholm Philharmonic und Beethoven Orchester Bonn, Netherlands Philharmonic und Orchestra dell’Accademia Nazionale di Santa Cecilia, in Erscheinung getreten.